# Hit For Six
《Hit For Six》는 김현정의 정규 6집 음반이다. 타이틀곡 <끝이라면>은 높은 음역대를 자랑하는 노래로 대중들의 사랑을 얻는데 성공했다. 수록곡 <첫 날> MBC 드라마 신 견우직녀에 삽입되면서 주목을 받았으며, 후속곡 <그놈의 결혼식>으로 색다른 김현정의 모습을 보여주었다.

## 수록곡
| 1.  | 못                         | 4:05 |
| 2.  | 끝이라면                   | 3:49 |
| 3.  | Hit Me                     | 3:44 |
| 4.  | 풍선과 커플링              | 3:30 |
| 5.  | Happy Birthday             | 3:41 |
| 6.  | 돈텔마마                   | 3:37 |
| 7.  | 남자의 유혹                | 3:32 |
| 8.  | Stop It                    | 3:41 |
| 9.  | 그놈의 결혼식              | 4:03 |
| 10. | 첫 날                      | 3:39 |
| 11. | 자신없는 이별              | 4:30 |
| 12. | Not Alone                  | 4:45 |
| 13. | The Ring Around My Balloon | 3:30 |
| 14. | 끝이라면                   | 3:42 |